# Neoclypeodytes quadrinotatus
Neoclypeodytes quadrinotatus är en skalbaggsart som först beskrevs av Sharp 1882.  Neoclypeodytes quadrinotatus ingår i släktet Neoclypeodytes och familjen dykare. Inga underarter finns listade i Catalogue of Life.